# Slovenská Futbalová Liga 2016
La Slovenská futbalová liga 2016 è stata la 2ª edizione del campionato di football americano di primo livello a 11 giocatori, organizzato dalla SAAF.

## Squadre partecipanti
I Trnava Bulldogs hanno accesso diretto ai playoff.
| Club              | Città  | Stadio | Sponsor ufficiale | Risultato nella stagione 2015 |
| ----------------- | ------ | ------ | ----------------- | ----------------------------- |
| Cassovia Steelers | Košice |        |                   |                               |
| Nitra Knights     | Nitra  |        |                   |                               |
| Trnava Bulldogs   | Trnava |        |                   |                               |
| Žilina Warriors   | Žilina |        |                   |                               |
| Zvolen Patriots   | Zvolen |        |                   |                               |

## Stagione regolare

### Calendario

#### 1ª giornata
| Košice 23 aprile 2016, ore 14:00 | Cassovia Steelers | 12 – 28 referto | Nitra Knights | Vyšné Opátske (100 spett.)\| Arbitro: \| Polák \| |
| Arbitro:                         | Polák             |                 |               |                                                   |

| Banská Bystrica 24 aprile 2016 | Zvolen Patriots | 20 – 6 referto | Žilina Warriors | Dukla (30 spett.)\| Arbitro: \| Sopkuliak \| |
| Arbitro:                       | Sopkuliak       |                |                 |                                              |

#### 2ª giornata
| Hričovské Podhradie 30 aprile 2016 | Žilina Warriors | 22 – 8 referto | Cassovia Steelers | (100 spett.)\| Arbitro: \| Sopkuliak \| |
| Arbitro:                           | Sopkuliak       |                |                   |                                         |

| Nitra 1º maggio 2016 | Nitra Knights | 42 – 10 referto | Zvolen Patriots | FC umelá tráva (100 spett.)\| Arbitro: \| Martinček \| |
| Arbitro:             | Martinček     |                 |                 |                                                        |

#### 3ª giornata
| Nitra 15 maggio 2016 | Nitra Knights | 7 – 28 referto | Žilina Warriors | FC umelá tráva (150 spett.)\| Arbitro: \| Martinček \| |
| Arbitro:             | Martinček     |                |                 |                                                        |

#### 4ª giornata
| Hričovské Podhradie 21 maggio 2016 | Žilina Warriors | 55 – 21 referto | Zvolen Patriots | (200 spett.)\| Arbitro: \| Sopkuliak \| |
| Arbitro:                           | Sopkuliak       |                 |                 |                                         |

| Nitra 22 maggio 2016 | Nitra Knights | 30 – 6 referto | Cassovia Steelers | FC umelá tráva (100 spett.)\| Arbitro: \| Sopkuliak \| |
| Arbitro:             | Sopkuliak     |                |                   |                                                        |

#### 5ª giornata
| Košice 29 maggio 2016, ore 14:00 | Cassovia Steelers | 35 – 0 (a tavolino) referto | Zvolen Patriots | Vyšné Opátske\| Arbitro: \| Polák \| |
| Arbitro:                         | Polák             |                             |                 |                                      |

#### 6ª giornata
| Banská Bystrica 4 giugno 2016 | Zvolen Patriots | 14 – 41 referto | Nitra Knights | Radvaň (100 spett.)\| Arbitro: \| Sopkuliak \| |
| Arbitro:                      | Sopkuliak       |                 |               |                                                |

| Košice 5 giugno 2016 | Cassovia Steelers | 14 – 30 referto | Žilina Warriors | Šaca (200 spett.)\| Arbitro: \| Polák \| |
| Arbitro:             | Polák             |                 |                 |                                          |

#### 7ª giornata
| Hričovské Podhradie 11 giugno 2016 | Žilina Warriors | 30 – 14 referto | Nitra Knights | (250 spett.)\| Arbitro: \| Sopkuliak \| |
| Arbitro:                           | Sopkuliak       |                 |               |                                         |

| Banská Bystrica 12 giugno 2016 | Zvolen Patriots | 12 – 24 referto | Cassovia Steelers | Radvaň (100 spett.)\| Arbitro: \| Sopkuliak \| |
| Arbitro:                       | Sopkuliak       |                 |                   |                                                |

### Classifica
La classifica della regular season è la seguente:
- PCT = percentuale di vittorie, G = partite giocate, V = partite vinte,  P = partite perse, PF = punti fatti, PS = punti subiti

| Pos. | Squadra           | PCT  | G | V | N | P | PF  | PS  |
| ---- | ----------------- | ---- | - | - | - | - | --- | --- |
| 1    | Žilina Warriors   | .833 | 6 | 5 | 0 | 1 | 171 | 84  |
| 2    | Nitra Knights     | .667 | 6 | 4 | 0 | 2 | 162 | 100 |
| 3    | Cassovia Steelers | .333 | 6 | 2 | 0 | 4 | 99  | 124 |
| 4    | Zvolen Patriots   | .167 | 6 | 1 | 0 | 5 | 69  | 203 |

## Playoff

### Tabellone
|  | Semifinali | Semifinali        | Semifinali |                 |    | II Slovak Bowl  | II Slovak Bowl | II Slovak Bowl |  |
|  |            |                   |            |                 |    |                 |                |                |  |
|  | 1          | Žilina Warriors   | 37         |                 |    |                 |                |                |  |
|  | 1          | Žilina Warriors   | 37         |                 |    |                 |                |                |  |
|  | 2          | Nitra Knights     | 36         |                 |    |                 |                |                |  |
|  | 2          | Nitra Knights     | 36         |                 | 1  | Žilina Warriors | 7              |                |  |
|  |            |                   |            |                 | 1  | Žilina Warriors | 7              |                |  |
|  |            |                   |            | Trnava Bulldogs | 63 |                 |                |                |  |
|  | 3          | Cassovia Steelers | 0          | Trnava Bulldogs | 63 |                 |                |                |  |
|  | 3          | Cassovia Steelers | 0          |                 |    |                 |                |                |  |
|  |            | Trnava Bulldogs   | 43         |                 |    |                 |                |                |  |

### Semifinali
| Trnava 18 giugno 2016 | Trnava Bulldogs | 43 – 0 referto | Cassovia Steelers | Energo (150 spett.)\| Arbitro: \| Martinček \| |
| Arbitro:              | Martinček       |                |                   |                                                |

| Hričovské Podhradie 19 giugno 2016, ore 14:00 | Žilina Warriors | 37 – 36 referto | Nitra Knights | (300 spett.)\| Arbitro: \| Martinček \| |
| Arbitro:                                      | Martinček       |                 |               |                                         |

### II Slovak Bowl
| Trnava 3 luglio 2016 | Žilina Warriors | 7 – 63 referto | Trnava Bulldogs | Slávia (523 spett.) |

## Verdetti
- Trnava Bulldogs Campioni della Slovacchia 2016